# Сражение на Ингури
Сражение на Ингури — сражение во время Крымской войны, произошедшее 25 октября (6 ноября) 1855 года на Кавказском театре военных действий.
После успешного для союзников штурма Севастополя 27 августа (8 сентября) сложились условия для экспедиции Омер-паши с целью энергичного наступления с восточного побережья Черного моря в направлении Тифлиса, чтобы заставить командующего Отдельным Кавказским корпусом генерала от инфантерии Н. Н. Муравьёва отступить от Карса и тем самым спасти блокированный гарнизон крепости.

## Битва
К 21 сентября (3 октября) Омер-паша прибыл в абхазскую крепость Сухум-Кале и, потратив некоторое время на организацию бывшего Батумского отряда турецкой армии и вновь прибывающих войск, начал наступление в направлении Кутаиса. К турецким войскам присоединил свои отряды владетель Абхазии Михаил Чачба, перешедший на сторону султана. Армия Омер-паши, за вычетом войск, выделенных для обеспечения береговых баз и коммуникаций, имела в своих рядах 36 батальонов пехоты, насчитывавших 19 000 человек, 1 000 человек конницы и 37 орудий.  К 18 (30) октября передовые части турецкой армии достигли реки Ингури, за которой их готовились встретить русские войска под началом генерал-майора И. К. Багратиона-Мухранского. 
Русский Гурийский отряд насчитывал 17 3/4 батальона, 11 казачьих и 82 милиционных сотни и 28 орудий, но из-за вспышек малярии в болотистой Колхидской низменности многие подразделения были далеки от штатного состава. По этой причине общая численность отряда не превышала 9 000 человек пехоты и 6 000 человек иррегулярной конницы. Багратион-Мухранский растянул большую часть сил вдоль берега реки, заняв несколько наиболее удобных переправ и оставив в резерве 2 батальона с 4 орудиями.
Около полудня 25 октября (6 ноября) Омер-паша приступил к форсированию реки, пробуя переправиться сразу на нескольких пунктах. Переправа предварялась двухчасовой канонадой. Противники вступили в ожесточённую перестрелку. В армии Омер-паши было 4 вооружённых штуцерами стрелковых батальона, в то время как часть русских войск шла в бой ещё с кремневыми ружьями. К вечеру туркам, использовавшим превосходство в числе и вооружении, удалось создать угрозу обоим флангам русской позиции. Ночью русские войска отступили, а к утру 26 октября сосредоточились в селе Хета. 
Согласно «Подробному описанию…» боя за авторством русского командующего, потери регулярных войск составили 147 убитых, 245 раненых и 42 пропавших без вести, также пришлось бросить 3 орудия. С учётом иррегулярных войск русские потери были более 500 человек. По данным английских офицеров из армии Омер-паши, урон турецких войск состоял из 68 убитых, 238 раненых и 4 пропавших без вести.